# 宇都宮環状道路

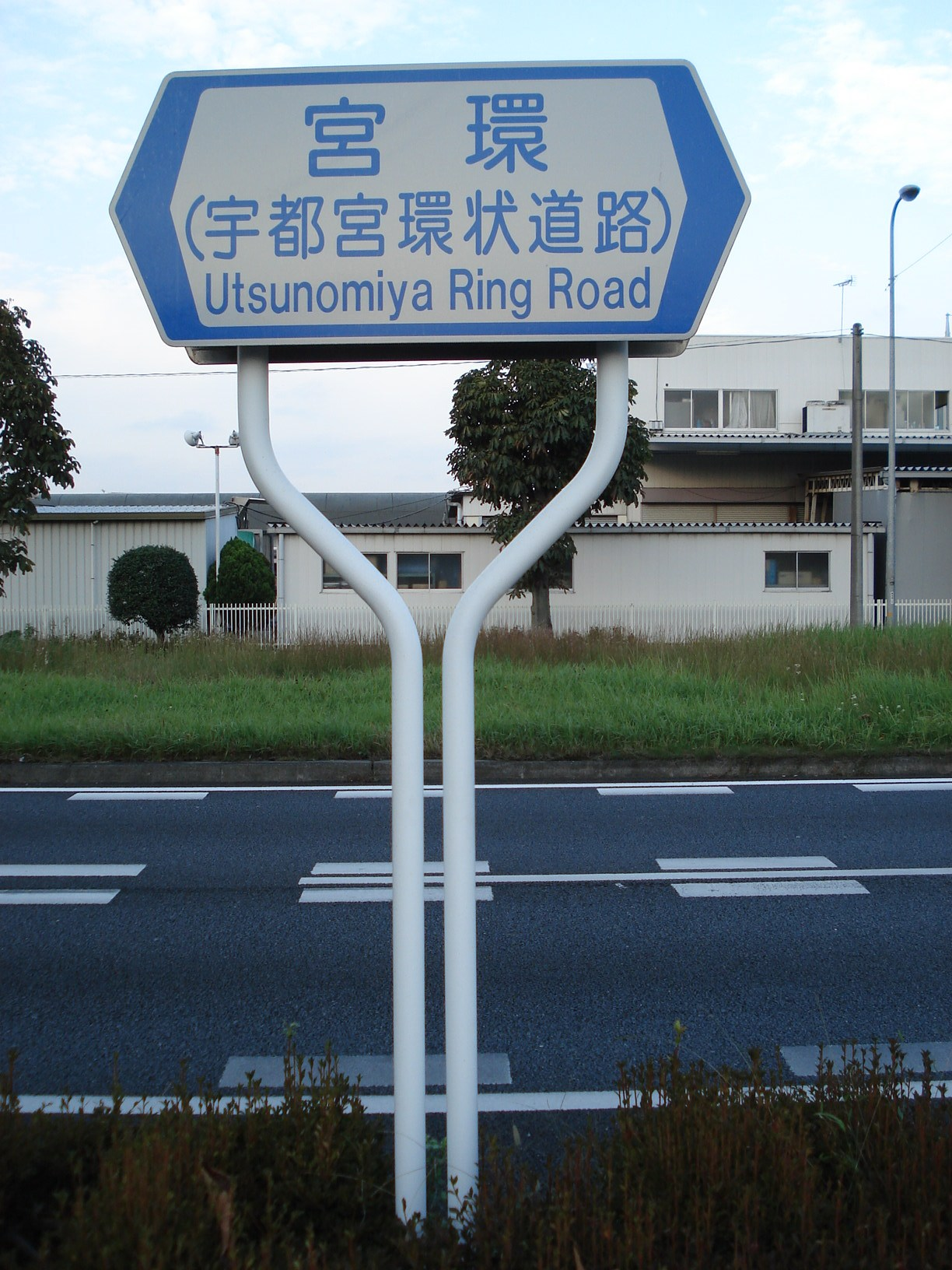
宇都宮環状道路 標識

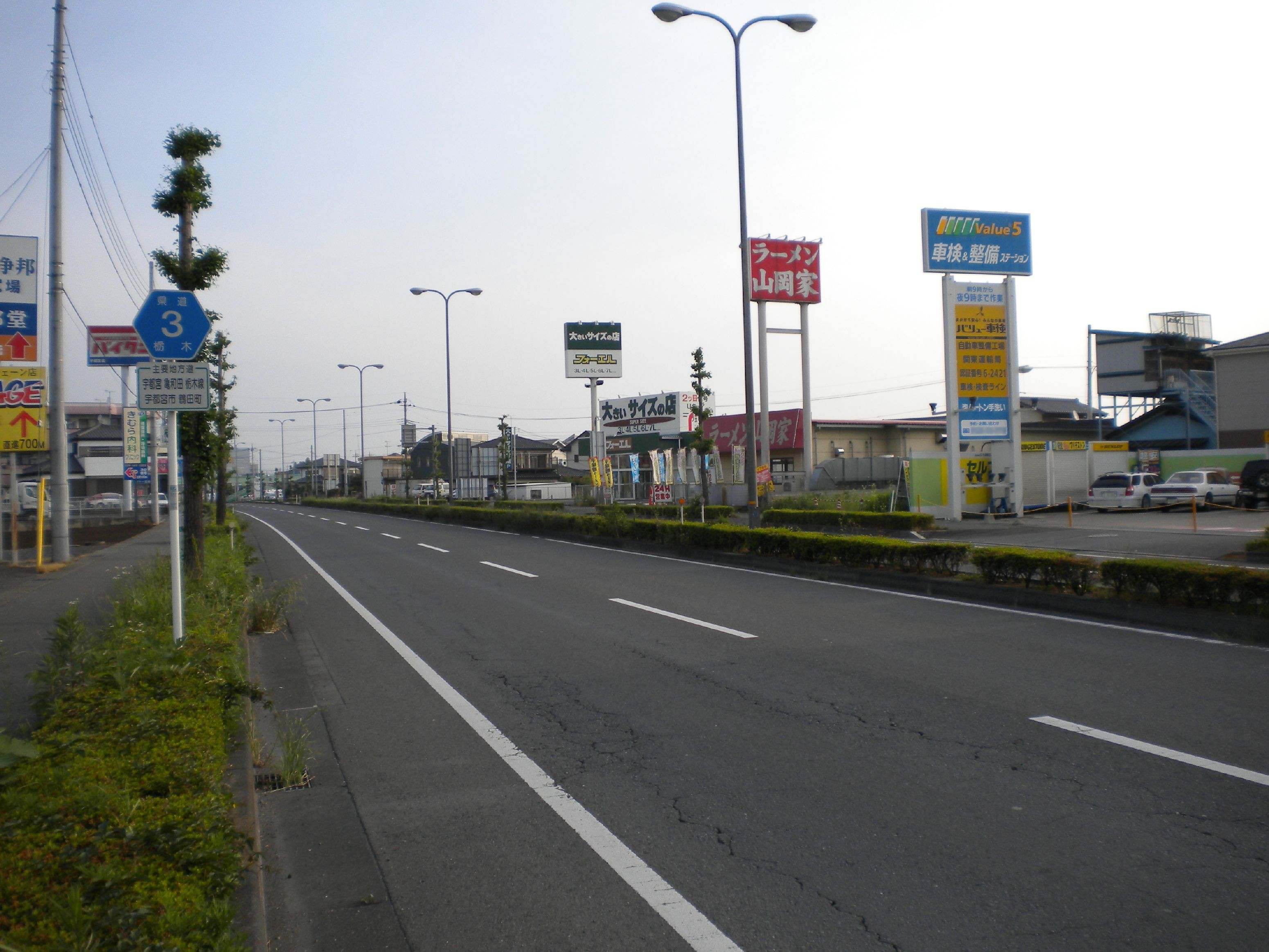
宇都宮市鶴田町付近
（県道宇都宮亀和田栃木線）

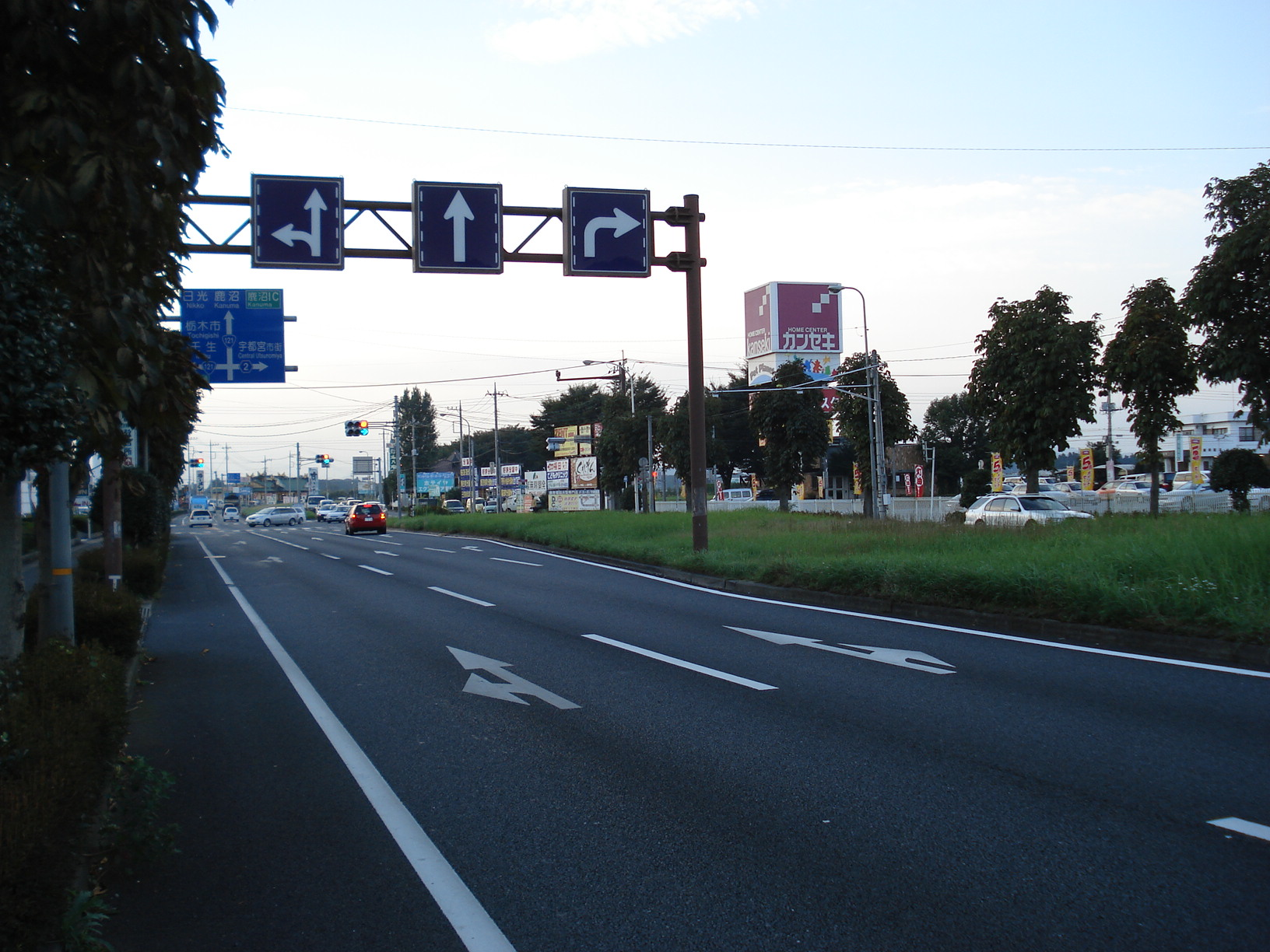
宇都宮市西川田本町3丁目付近
（国道121号）

宇都宮環状道路（うつのみやかんじょうどうろ）は、栃木県宇都宮市の外縁部を一周する環状道路である。愛称は宮環（みやかん）。英語表記はUtsunomiya Ring Road。このほか、宇都宮環状線と呼ばれることもある。

## 概要
宇都宮市中心部に集中し、飛躍的に増大していた交通を適切に分散誘導するために計画・整備された道路で、市の外縁部を一周する都市環状道路としては日本初の本格的な環状道路である。1971年より整備が開始され、25年の歳月をかけて1996年に全線開通した。
総延長は34.4 kmで、東京特別区の山手線とほぼ同じ。全区間が4車線化されている。この道路の開通により、市街地の渋滞の緩和、市街地の通過時間の大幅な短縮といった効果が現れたが、郊外交通量の増大に伴い宇都宮環状道路でも渋滞が頻繁に起こるようになっている。
沿線には、ロードサイド店舗が林立している。朝・夕の通勤・通学時間帯に起こる渋滞を解消するため、主要交差点の立体化整備を順次進めている。

## 構成路線
| 国道4号標識 | 国道119号標識 | 栃木県道3号標識 | 国道121号標識 |

- 新4号国道（西刑部町（瑞穂野南） - 平出工業団地）
- 国道119号宇都宮環状北道路（平出工業団地 - 宮環上戸祭町交差点）
- 栃木県道3号宇都宮亀和田栃木線（宮環上戸祭町 - 西川田町（さつきロード入口））
- 国道121号（西川田町（さつきロード入口） - 西刑部町（瑞穂野南））

なお、先行して供用開始していた西川田本町 - 宮の内2丁目区間や上戸祭町 - 鶴田町三の沢区間などは当初「（県道）宇都宮環状線」という一般県道扱いだった。西川田本町 - 宮の内2丁目区間は未開通区間を含めて1994年に国道121号へ昇格した。

## 交差する道路
- 交差する場所は、全て宇都宮市内、交差点名を表記。
- 左欄は立体交差名。背景色が■である部分は未整備。未開通区間の名称は仮称。

| 交差する道路                         | 交差する道路                              | 交差する場所                 | 交差する場所       | 路線番号        |
| ------------------------------------ | ----------------------------------------- | ---------------------------- | ------------------ | --------------- |
| 国道4号（新4号国道）春日部・小山方面 |                                           |                              |                    |                 |
| 国道121号（瑞穂野バイパス）真岡方面  | 国道121号（宇都宮環状道路）宇都宮市街方面 | 砂田高架橋                   | 瑞穂野南           |                 |
| 県道46号宇都宮真岡線                 | 県道46号宇都宮真岡線                      | 下栗跨道橋                   | 下栗               |                 |
| 国道123号                            | 国道123号                                 | 石井高架橋                   | 石井               |                 |
| 県道64号宇都宮向田線                 | 県道64号宇都宮向田線                      | とちの実橋                   | 平出               |                 |
| 国道4号                              | 国道4号                                   | 御幸ヶ原立体                 | 平出工業団地       |                 |
| 国道4号                              | 国道4号                                   | 御幸ヶ原立体                 | 平出工業団地       |                 |
| 県道125号氏家宇都宮線                | 県道125号氏家宇都宮線                     | 下川俣立体                   | 下川俣町           |                 |
| 県道63号藤原宇都宮線                 | 県道63号藤原宇都宮線                      | 宮環・関堀陸橋2008           | 関堀町             |                 |
| 長岡街道                             | 長岡街道                                  | 上戸祭立体                   | 長岡町             |                 |
| 国道119号（宇都宮北道路） 日光方面   | 市道1160号線 戸祭台方面                   | 上戸祭立体                   | 北道路入口（仮称） |                 |
| 国道119号                            | 国道119号                                 | 宮環上戸祭ミレニアムアンダー | 宮環上戸祭町       |                 |
| 国道119号                            | 国道119号                                 | 宮環上戸祭ミレニアムアンダー | 宮環上戸祭町       | 栃木県道3号標識 |
| 県道22号大沢宇都宮線                 | 県道22号大沢宇都宮線                      | （平面交差）                 | 細谷町             |                 |
| 県道70号宇都宮今市線                 | 県道70号宇都宮今市線                      | 宮環駒生陸橋2001             | 駒生町             |                 |
| 県道4号宇都宮鹿沼線                  | 県道4号宇都宮鹿沼線                       | 宮環雨情陸橋                 | 鹿沼街道入口       |                 |
| 県道6号宇都宮楡木線                  | 県道6号宇都宮楡木線                       | 宮環鶴田陸橋                 | 宮環鶴田陸橋       |                 |
| 県道155号羽生田鶴田線                | 県道155号羽生田鶴田線                     | 下砥上アンダー               | 下砥上町           |                 |
| さつきロード 日光・鹿沼・鹿沼IC方面  | -                                         | （平面交差）                 | さつきロード入口   |                 |
| さつきロード 日光・鹿沼・鹿沼IC方面  | -                                         | （平面交差）                 | さつきロード入口   |                 |
| 国道121号                            | 県道2号宇都宮栃木線                       | （平面交差）                 | 西川田本町         |                 |
| 国道4号                              | 国道4号                                   | 宮の内アンダー               | 宮の内2丁目        |                 |
| 県道35号宇都宮結城線                 | 県道35号宇都宮結城線                      | （平面交差）                 | 東横田町           |                 |
| 県道320号二宮宇都宮線                | 県道320号二宮宇都宮線                     | （平面交差）                 | 砂田町             |                 |
| 国道4号（新4号国道）                 | 国道4号（新4号国道）                      | 砂田高架橋                   | 瑞穂野南           |                 |
| 国道121号（瑞穂野バイパス）真岡方面  |                                           |                              |                    |                 |

## 交通量
2005年度（平成17年度道路交通センサスより）
平日24時間交通量（台）
- 宇都宮市下栗町643：59,212
- 宇都宮市石井町3281：63,669
- 宇都宮市平出3675：47,783
- 宇都宮市下川俣町993：42,019

## その他

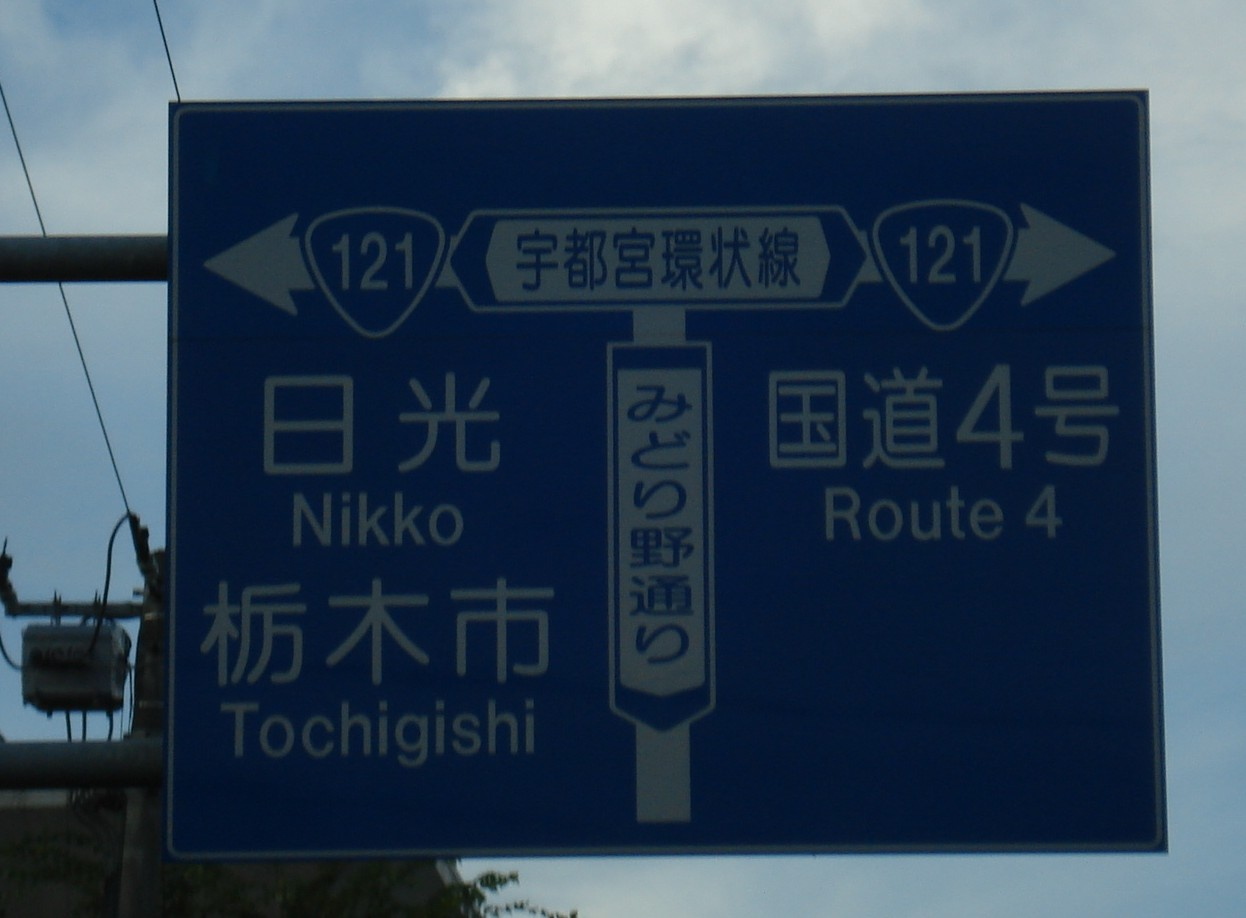
「宇都宮環状線」の表示例
宇都宮南署前交差点

宇都宮環状道路は、「宇都宮環状線」や「外環状線（そとかんじょうせん）」などと案内される事がある。 「宇都宮環状線」は、1980年代後半に宇都宮市議会が制定した「道路愛称」において、当時「宇都宮環状線」と命名された名残りである。全線開通時には県があらためて「宇都宮環状道路」と命名しているが、一部政府関連機関などが従前の「宇都宮環状線」をそのまま使用している。